# Megastylus elegans
Megastylus elegans là một loài tò vò trong họ Ichneumonidae.